# Famille Céloron de Blainville
Pour les articles homonymes, voir Céloron et Blainville.
La famille Céloron de Blainville est une famille française dédiée à la cause coloniale française du XVIIe au XIXe siècle. Elle donna de nombreux officiers et administrateurs au Canada français (XVIIe-XVIIIe siècles) puis dans les Antilles et dans l'océan Indien (XIXe siècle).

## Personnalités
- Jean-Baptiste Céloron de Blainville (né le 19 février 1660 à Paris, décédé le 4 juin 1735 à Montréal), premier seigneur de la commune de Blainville au Canada [1]. Il épouse Hélène Picoté de Belestre, fille d'un chef militaire de Montréal.
- Pierre Céloron de Blainville (1693-1759), qui mena en 1749 une expédition destinée à marquer l'appartenance française de l'Ohio. Il enterra des plaques de plomb que l'on peut voir dans certains musées américains.
- Paul Louis Maxime Celoron de Blainville (1831-1889), gouverneur de Mayotte en 1887-1888[2] et chevalier de la Légion d'honneur[3].

## Postérité
- Boulevard Céloron, à Blainville, Québec, Canada.